# Fighter Squadron
Fighter Squadron (prt: Todos Foram Valentes; bra: Sangue, Suor e Lágrimas) é um filme estadunidense de 1948, dos gêneros drama, ação e guerra, dirigido por Raoul Walsh..
É o filme de estreia de Rock Hudson, mas seu papel não é creditado. Ex-motorista de caminhão com o nome de Roy Fitzgerald, Hudson tinha um contrato pessoal com o diretor Raoul Walsh, que o dirigiu sem complacência: "Seu grande bastardo mudo, não fique parado na frente da câmera como uma árvore, mexa-se!" — chegou a dizer o diretor. Foram necessárias 38 tomadas para obter uma boa versão da única fala de Hudson, "Você tem que comprar uma quadro-negro maior".

## Elenco
- Edmond O'Brien como mj. Ed Hardin
- Robert Stack como cap. Stu Hamilton
- John Rodney como cel. Bill Brickley
- Tom D'Andrea como sgt. Dolan
- Henry Hull como mj.-gen. Mike McCready
- James Holden como ten. Tennessee Atkins
- Shepperd Strudwick como brig.-gen. M. Gilbert
- Arthur Space como major Sanford
- Jack Larson como 2º tenente 'Shorty' Kirk
- Bill McLean como soldado Wilbur
- Mickey McCardle como Jacobs